# Silca
Silca é uma cidade hondurenha do departamento de Olancho.